# Alperton (metrostation)
Alperton is een bovengronds station van de metro van Londen aan de Piccadilly Line in Alperton. Het station is geopend op 28 juni 1903 en is gelegen tussen Sudbury Town en Park Royal.

## Geschiedenis
Op 23 juni 1903 kreeg de District Railway (DR), de latere District Line, een noordtak vanuit Ealing Common naar Park Royal & Twyford Abbey, waar kort daarvoor het terrein voor tuinbouwtentoonstellingen was geopend door de Royal Agricultural Society. Op 28 juni 1903 volgde de verlenging van deze tak tot South Harrow, met perrons bij Perivale Alperton als eerste station ten noorden van Park Royal & Twyford Abbey. De noordtak was het eerste deel van de DR dat geëlektrificeerd was. De toen bestaande diep gelegen lijnen, City and South London Railway, Waterloo and City Railway en Central London Railway, waren van meet af aan geëlektrificeerd. Op 1 juli 1905 begonnen elektrische metro's te rijden op het baanvak tussen Ealing Common en Ealing Broadway waarmee Ealing Common over was van stoom op elektrisch. In 1910 werd de noordtak bij Rayners Lane aangesloten op de Metropolitan Railway en werd Uxbridge het nieuwe eindpunt van de DR. Op 7 oktober 1910 werd de stationsnaam ingekort tot Alperton.
In 1925, twee jaar na de grote reorganisatie van de Britse spoorwegen, gaf de LNER haar verzet tegen de verlenging van de Great Northern Piccadilly & Brompton Railway (GNP&BR), de latere Piccadilly Line, aan de oostkant van de stad op waarmee de weg vrij kwam voor verlengingen van de lijn aan beide uiteinden. De westelijke verlenging bestond uit eigen sporen tussen Hammersmith en Acton Town en de overname van de noordtak van de District Line. 
Op 4 juli 1932 begonnen de diensten van de Piccadilly-lijn ten westen van het oorspronkelijke eindpunt in Hammersmith. Van Ealing Common naar South Harrow werd de District Line vervangen door de Piccadilly Line en sindsdien rijden de District Line metro's naar het westen alleen nog naar Ealing Broadway.

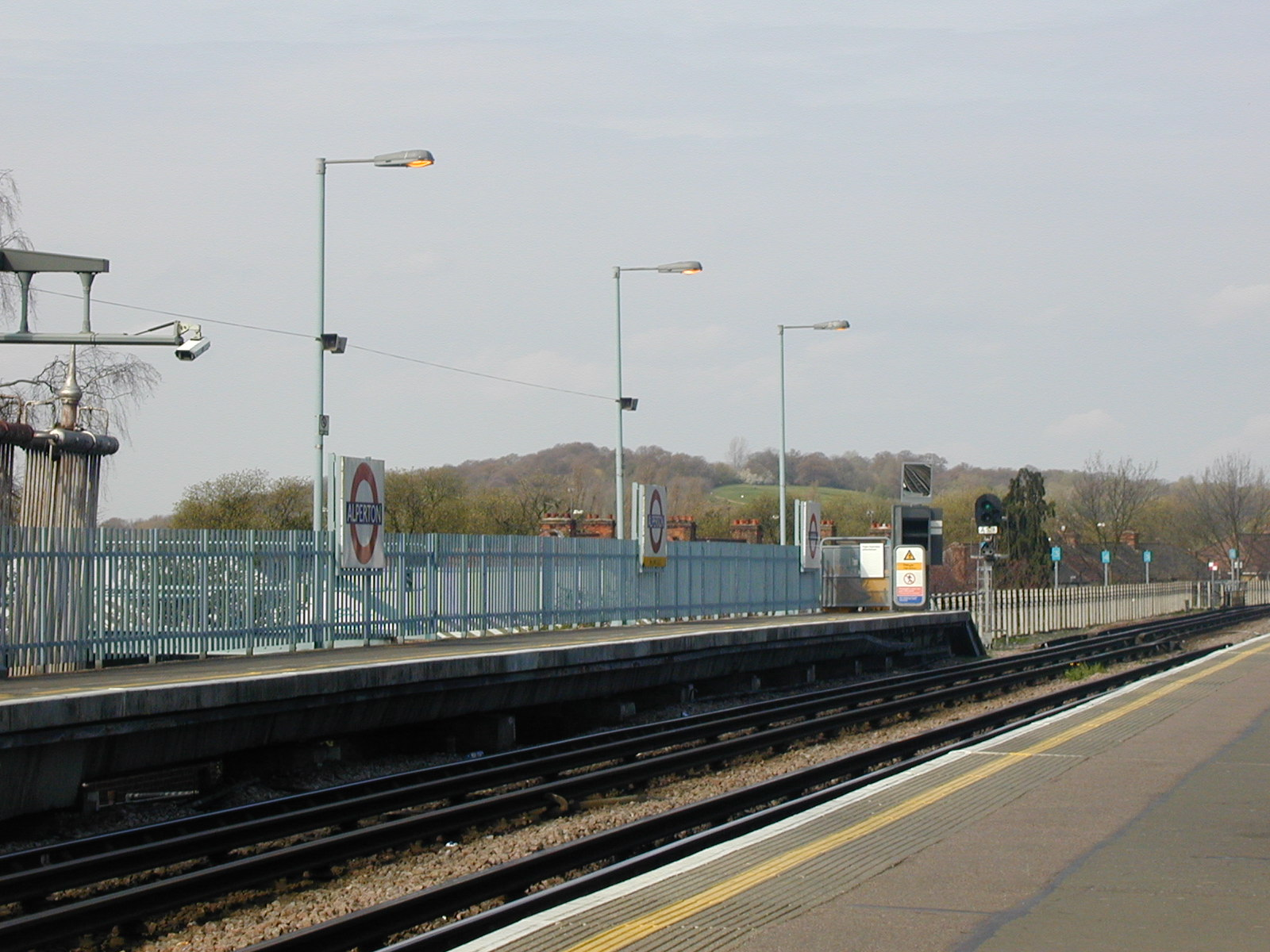
Een blik naar het westen
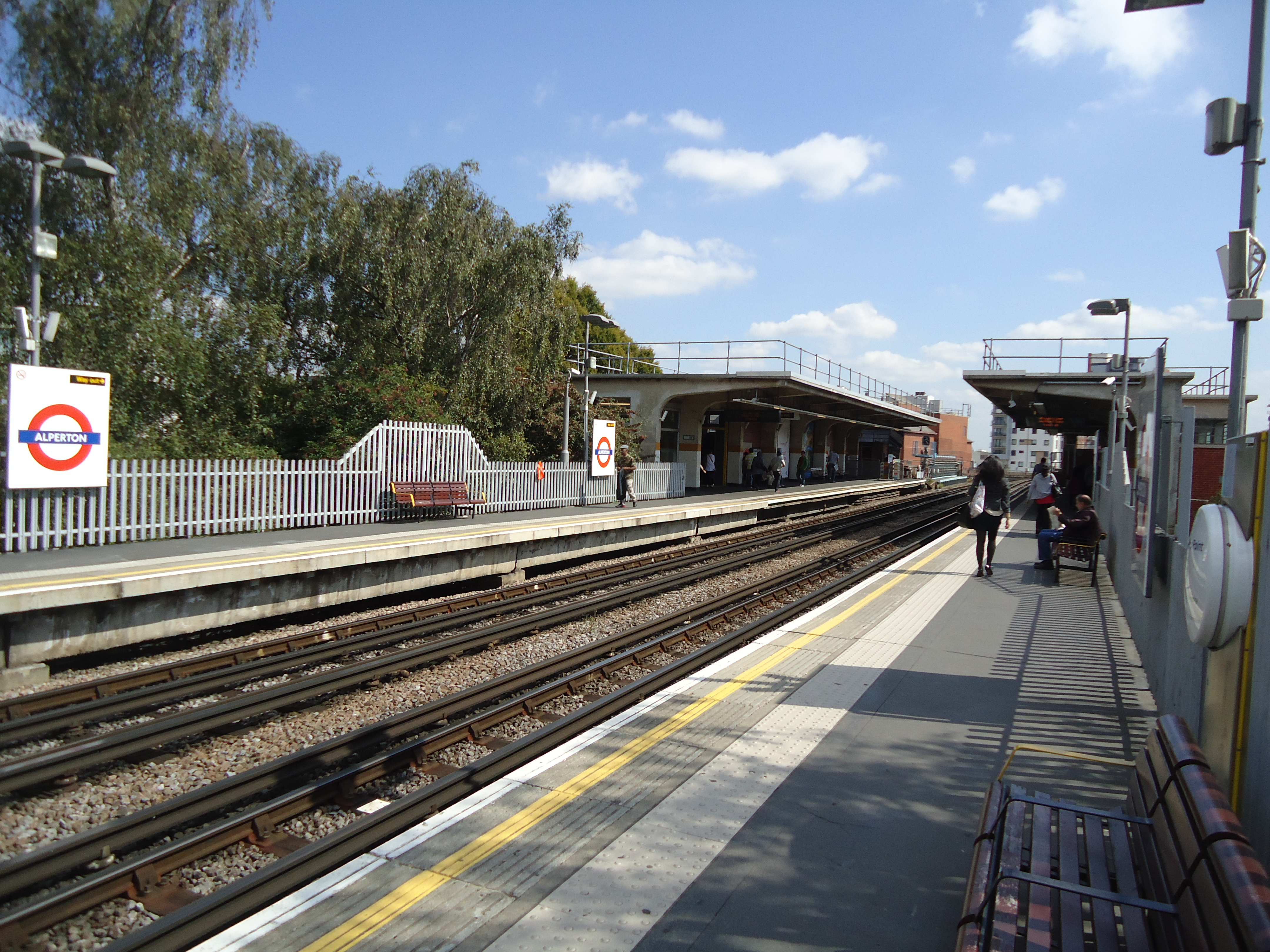
Sporen en perrons met de betonnen perronkappen ter hoogte van het stationsgebouw.
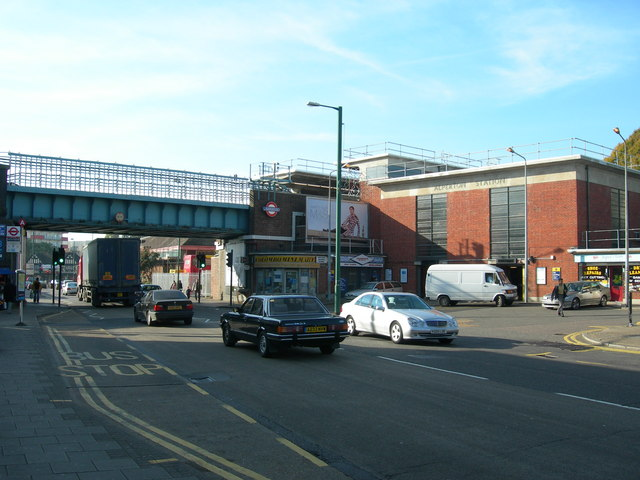
Het viaduct over Ealing Road pal ten oosten van het station.

## Ligging en inrichting
Het station ligt aan Ealing Road (A4089 weg) op korte afstand van de kruising met Bridgewater Road (A4005) en ligt dicht bij busgarage van Alperton en de Paddington tak van het Grand Union Canal. Het oorspronkelijke stationsgebouw was een bescheiden vakwerkconstructie uit 1910. In 1929 begonnen de werkzaamheden aan de verlenging van de Piccadilly Line die onder andere de ombouw van de meeste stations langs de noordtak omvatten. Het stationsgebouw uit 1910 werd in 1930/1931 gesloopt om plaats te maken voor een nieuw station dat werd ontworpen door Charles Holden in een moderne Europese stijl met baksteen, gewapend beton en glas. 
Net als andere stations van de hand van Holden, zoals Sudbury Town en Sudbury Hill verder naar het noorden en andere elders aan de verlengingen van de Piccadilly Line, zoals Acton Town en Oakwood, kreeg Alperton een hoge blokvormige stationshal die uitsteekt boven een lage horizontale structuur met stationskantoren en winkels. De bakstenen muren van de stationshal zijn voorzien van hoge raampartijen en het geheel is afgedekt met een plat betonnen plaatdak. De houten perronkappen werden vervangen door betonnen exemplaren gedragen door betonpalen.
Op 2 maart 1944 kwamen de diensten naar Uxbridge vijf dagen stil te liggen als gevolg van bombardementsschade.
Alperton deelde tussen 1955 en 1988 met Greenford aan de Central Line als enige twee stations het kenmerk dat de reizigers per roltrap naar het hoger gelegen perron konden. In 1955 werd een roltrap geïnstalleerd naar het oostelijke perron die oorspronkelijk was gebruikt op het South Bank terrein van het Festival of Britain. De roltrap raakte in 1988 in onbruik en de machine verdween achter een muur. Het station werd in 2006 gerenoveerd.

## Reizigersdienst
De normale dienst tijdens de daluren omvat:
- 6 ritten per uur naar Cockfosters
- 3 ritten per uur naar Uxbridge via Rayners Lane
- 3 ritten per uur naar Rayners Lane

Tijdens de spits geldt:
- 12 ritten per uur naar Cockfosters
- 8 ritten per uur naar Uxbridge via Rayners Lane
- 4 ritten per uur naar Rayners Lane

Tijdens verstoringen op de District Line worden soms metro's van de Piccadilly Line ingezet van en naar Ealing Broadway te bieden, hetzij door om en om naar Rayners Lane en Uxbridge te rijden, hetzij als een pendeldienst naar Acton Town. Metro's van de Piccadilly Line kunnen tussen Hammersmith en Acton Town ook over de District Line rijden om die stations zonder perrons op de Piccadilly Line te bedienen.

## Fotoarchief
- Alperton. Photographic Archive. London Transport Museum. Gearchiveerd op 19 februari 2014. 
  - Station Alperton in 1916
  - Kaartverkoop, 1927
  - Nieuwbouw, 1933
  - Stationshal, 1933. Zichtbare draagconstructie van het dak van gewapend beton
  - Perrons en wachtruimte in 1958
  - Station in 2001. Voorzien van hekwerk rond de daken.